# 星點伴麗魚
星點伴麗魚，為輻鰭魚綱鱸形目隆頭魚亞目慈鯛科的其中一種，分布於非洲西部的淡水流域，體長可達10公分，棲息在中底層水域，生活習性不明。

## 擴展閱讀
維基物種上的相關：星點伴麗魚